# Hap Day
Pour les articles homonymes, voir Day.
Temple de la renommée : 1961
Clarence Day, surnommé Happy Day ou Hap Day (né le 1er juin 1901 à Owen Sound au Canada — mort le 17 février 1990 à St. Thomas), est un joueur professionnel canadien de hockey sur glace qui évoluait au poste de défenseur.

## Biographie
Après avoir débuté en junior avec les Sailors de Collingwood, il joue deux saisons avec les Tigers de Hamilton et également avec l'université de Toronto. Le propriétaire des St. Patricks de Toronto et son joueur vedette Bert Corbeau le voient jouer un soir et lui proposent alors de signer un contrat professionnel. Il accepte un salaire de 5 000 dollars et la promesse qu'il manquera peu de cours à l'université.
Il débute au poste d'ailier gauche avec les St. Pat's, sur la même ligne que Jack Adams et Babe Dye. La saison suivante, il devient défenseur, poste qu'il conserve jusqu'à sa retraite. En 1926 il devient capitaine de l'équipe qui est entre-temps devenue les Maple Leafs de Toronto. En 1932, il remporte la coupe Stanley avec son équipe. Après 14 saisons passées dans la LNH, il prend sa retraite à l'issue d'une dernière année passée avec les Americans de New York en 1938.
Après sa carrière de joueur, il devient deux saisons arbitres en même temps qu'entraîneur dans la région de Toronto. En 1940, il prend la succession de Dick Irvin à la tête des Maple Leafs. En 10 saisons, l'équipe remporte cinq Coupes Stanley sous ses ordres. Quand il quitte son poste en 1950, il est nommé assistant au directeur général Conn Smythe. À ce poste il remporte une nouvelle coupe en 1951. En 1957-1958, il est nommé directeur général de la franchise.
En 1961, il est élu au temple de la renommée du hockey.

## Statistiques

### Joueur
| Saison     | Équipe                  | Ligue      |     | Saison régulière | Saison régulière | Saison régulière | Saison régulière | Saison régulière |    | Séries éliminatoires | Séries éliminatoires | Séries éliminatoires | Séries éliminatoires | Séries éliminatoires |
| Saison     | Équipe                  | Ligue      | PJ  | B                | A                | Pts              | Pun              | PJ               | B  | A                    | Pts                  | Pun                  |                      |                      |
| 1924-1925  | St. Patricks de Toronto | LNH        | 26  | 10               | 17               | 27               | 27               |                  |    |                      |                      |                      |                      |                      |
| 1925-1926  | St. Patricks de Toronto | LNH        | 36  | 14               | 2                | 16               | 26               |                  |    |                      |                      |                      |                      |                      |
| 1926-1927  | Maple Leafs de Toronto  | LNH        | 44  | 11               | 5                | 16               | 50               | --               | -- | --                   | --                   | --                   |                      |                      |
| 1927-1928  | Maple Leafs de Toronto  | LNH        | 27  | 9                | 8                | 17               | 48               | --               | -- | --                   | --                   | --                   |                      |                      |
| 1928-1929  | Maple Leafs de Toronto  | LNH        | 44  | 6                | 6                | 12               | 85               | 4                | 1  | 0                    | 1                    | 4                    |                      |                      |
| 1929-1930  | Maple Leafs de Toronto  | LNH        | 43  | 7                | 14               | 21               | 77               | --               | -- | --                   | --                   | --                   |                      |                      |
| 1930-1931  | Maple Leafs de Toronto  | LNH        | 44  | 1                | 13               | 14               | 56               | 2                | 0  | 3                    | 3                    | 7                    |                      |                      |
| 1931-1932  | Maple Leafs de Toronto  | LNH        | 47  | 7                | 8                | 15               | 33               | 7                | 3  | 3                    | 6                    | 6                    |                      |                      |
| 1932-1933  | Maple Leafs de Toronto  | LNH        | 47  | 6                | 14               | 20               | 46               | 9                | 0  | 1                    | 1                    | 21                   |                      |                      |
| 1933-1934  | Maple Leafs de Toronto  | LNH        | 48  | 9                | 10               | 19               | 35               | 5                | 0  | 0                    | 0                    | 6                    |                      |                      |
| 1934-1935  | Maple Leafs de Toronto  | LNH        | 45  | 2                | 4                | 6                | 38               | 7                | 0  | 0                    | 0                    | 4                    |                      |                      |
| 1935-1936  | Maple Leafs de Toronto  | LNH        | 44  | 1                | 13               | 14               | 41               | 9                | 0  | 0                    | 0                    | 8                    |                      |                      |
| 1936-1937  | Maple Leafs de Toronto  | LNH        | 48  | 3                | 4                | 7                | 20               | 2                | 0  | 0                    | 0                    | 0                    |                      |                      |
| 1937-1938  | Americans de New York   | LNH        | 43  | 0                | 3                | 3                | 14               | 6                | 0  | 0                    | 0                    | 0                    |                      |                      |
| Totaux LNH | Totaux LNH              | Totaux LNH | 586 | 86               | 121              | 207              | 596              | 51               | 4  | 7                    | 11                   | 56                   |                      |                      |

### Entraîneur
| Saison    | Équipe                 | Ligue |    | PJ | V  | D  | N      | % V                           |  | Séries éliminatoires |
| 1940-1941 | Maple Leafs de Toronto | LNH   | 48 | 28 | 14 | 6  | 64,6 % | Éliminés en 1re ronde         |  |                      |
| 1941-1942 | Maple Leafs de Toronto | LNH   | 48 | 27 | 18 | 3  | 59,4 % | Champions de la Coupe Stanley |  |                      |
| 1942-1943 | Maple Leafs de Toronto | LNH   | 50 | 22 | 19 | 9  | 53,0 % | Éliminés en 1re ronde         |  |                      |
| 1943-1944 | Maple Leafs de Toronto | LNH   | 50 | 23 | 23 | 4  | 50,0 % | Éliminés en 1re ronde         |  |                      |
| 1944-1945 | Maple Leafs de Toronto | LNH   | 50 | 24 | 22 | 4  | 52,0 % | Champions de la Coupe Stanley |  |                      |
| 1945-1946 | Maple Leafs de Toronto | LNH   | 50 | 19 | 24 | 7  | 45,0 % | Non qualifiés                 |  |                      |
| 1946-1947 | Maple Leafs de Toronto | LNH   | 60 | 31 | 19 | 10 | 60,0 % | Champions de la Coupe Stanley |  |                      |
| 1947-1948 | Maple Leafs de Toronto | LNH   | 60 | 32 | 15 | 13 | 64,2 % | Champions de la Coupe Stanley |  |                      |
| 1948-1949 | Maple Leafs de Toronto | LNH   | 60 | 22 | 25 | 13 | 47,5 % | Champions de la Coupe Stanley |  |                      |
| 1949-1950 | Maple Leafs de Toronto | LNH   | 70 | 31 | 27 | 12 | 52,9 % | Éliminés en 1re ronde         |  |                      |